# Ендрю Дафф
Ендрю Ніколас Дафф (англ. Andrew Nicholas Duff; нар. 25 грудня 1950, Беркенгед, Англія) — британський політик, ліберальний демократ, депутат Європарламенту з 1999 по 2014 рік.

## Життєпис
У 1975 році він закінчив Кембриджський університет, спеціалізується у галузі літератури. Він був дослідником у різних установах і директором організації Federal Trust. З 1982 по 1990 рік він працював радником у Кембриджі. З 1994 по 1997 рік він був заступником голови ліберал-демократів.
У 2002–2003 роках він був головою групи ЄЛДР і віце-головою делегації ЄП у Раді Європейського Союзу. У 2008 році він очолив Союз європейських федералістів, а також увійшов до керівних органів Міжнародного європейського руху. Він був нагороджений орденом Британської імперії.